# Alfred Redl
Alfred Redl (vagy ismertebb nevén Redl ezredes; Lemberg, 1864. március 14. – Bécs, 1913. május 25.) rutén származású osztrák katonatiszt, az Osztrák–Magyar Monarchia hadseregének főtisztje, a katonai hírszerzés, a Nyilvántartó Iroda helyettes vezetője, majd a prágai VIII. hadtest vezérkari főnöke. Kettős ügynök, a cári orosz kémszolgálat legjelentősebb, legnagyobb kárt okozó ügynöke a K. u. k. haderőben. Leleplezése után öngyilkosságot követett el.

## Pályafutása
Alfred Redl 1864-ben a galíciai Lembergben, egy vasúti főfelügyelő fiaként született. 15 éves korában felvették a lembergi császári és királyi hadapródiskolába, itt 1887-ben 23 évesen avatták tisztté.
1894–1895-ben a hadsereg Vasúti Irodáján (Eisenbahnbureau) dolgozott. A nagy területen fekvő, sok kis egységből összeálló Monarchiában ez egy kifejezetten fontos intézmény volt, életfontosságú szerepe volt a nagy hadsereg mozgósításában, ellátásában.
1899-ben Friedrich von Beck-Rzikowsky altábornagy, a haderő vezérkari főnöke Oroszországba küldte, nyelvtanfolyamra. Kazanyból visszatérve 1900-ban a vezérkarhoz helyezték, ahol a Császári és Királyi Hadügyminisztérium katonai hírszerző és kémelhárító szolgálatánál, a Nyilvántartó Irodában (Evidenzbureau) ténykedett. 1905-ig az orosz ügyekkel foglalkozó csoportot vezette, 1907-től 1911-ig az Evidenzbureau helyettes vezetője volt. Redl látszólag nagyon hatékony és innovatív módon dolgozott, sikerrel alkalmazta korának legújabb és legfejlettebb technikáit az ellenséges titkos ügynökök felderítésében és együttműködésre bírásában („megfordításában”). 1912 májusában ezredessé léptették elő, ugyanebben az évben, október 18-án kinevezték a VIII. hadtest vezérkari főnökéve. E minőségében Prágába helyezték át.
Alfred Redl ezredes 1903-tól haláláig (1913-ig) az orosz cári kémszolgálat ügynöke volt, és az Orosz Birodalom javára végzett kémtevékenységet. Az Ohrana már 1901-ben ráállította egyik bécsi ügynökét, August Prattot, aki hamarosan rájött, hogy Redl homoszexuális hajlamú. Ez a titok zsarolhatóvá tette a császári és királyi tisztet, mert a homoszexualitás ebben az időben börtönbüntetést vont maga után. A zsarolás mellett az orosz kémszolgálat nagy összegű anyagi juttatást is kilátásba helyezett, amit végül is Redl elfogadott.
Redl az orosz titkosrendőrségnek, az Ohranának igen sok titkos információt adott át, köztük az Osztrák–Magyar Monarchia felvonulási tervét a Szerbia ellen tervezett offenzív háború esetére. Az orosz elhárításnak Redl nagy valószínűséggel elárult több olyan orosz tisztet is, akik kapcsolatba kerültek az osztrák–magyar titkosszolgálattal, és annak szolgálatába álltak. Ezeket Redl információi alapján hazájukban letartóztatták. Az orosz kémszolgálat arra is hajlandó volt, hogy Redl sikeres kémelhárító tevékenységének alátámasztására néhány kisebb jelentőségű ügynökét feláldozza, és lehetővé tegye, hogy őket Redl „leleplezze”.
Mitrofan K. Marcsenko tábornok (1866–1932), aki 1905–1910 között az Orosz Birodalom bécsi katonai attaséja volt, 1907 októberében így jellemezte Redlt: „Álságos, zárkózott, erősen koncentrált gondolkodású, kötelességtudó, kiváló emlékezőtehetségű ember. Édeskés, finomkodó, lágy beszédű. Inkább ravasz és hamiskodó, semmint intelligens és tehetséges. Cinikus szellemű, nagy asszonybolond…”
Redl szokatlanul magas pénzjavadalmazást élvezett árulásáért. Nagy lábon élt, olyan luxus „tempót” engedett meg magának, amire tiszti fizetéséből nem telhetett, például két személygépkocsit és több versenylovat is birtokolt.

## Lebukása
Amikor Redl ezredest kinevezték a prágai VIII. hadtest vezérkari főnökévé, és eltávozott a titkosszolgálattól, helyére egyik korábbi beosztottját, Maximilian Ronge őrnagyot nevezték ki, akit korábban maga Redl képezett ki a titkosszolgálati munkára. Ronge erősen ösztönözte a gyanús postai küldemények ellenőrzésének gyakorlatát.
Redl lelepleződése több véletlen eseménynek köszönhető. Egy titkosszolgálati ügyben folyó nyomozás során a gyanúsított személy egy taxiban felejtette zsebkésének tokját, melyet a nyomozók megtaláltak, és tulajdonosát Redl ezredessel azonosították. Gyanút fogtak, és figyelni kezdték Redl életvitelét, amelyben egyre több rendellenes részletet fedeztek fel. A postafigyelők észrevették például, hogy rendszeres üzeneteket kap a kelet-poroszországi Eydtkuhnenből, amely abban az időben a titkos ügynökök által előszeretettel használt határátkelőhely volt az Orosz Birodalom és Németország között, a Lepone (Lepona) folyó partján, szemben Virballen orosz–litván határvárossal. (Eydtkuhnen mai neve: Csernisevszkoje, litvánul: Eitkūnai, az Oroszországhoz tartozó Kalinyingrádi területen, Virballen mai neve Virbalis, Litvánia)
1913 áprilisában a bécsi főpostahivatalba egy postán maradó (poste restante) levél érkezett Berlinből, egy bizonyos „Nikon Nizetas” nevű személynek címezve. A levélért senki sem jelentkezett, ezért az Osztrák Posta visszaküldte azt Berlinbe, a feladónak. Berlinben felnyitották a borítékot, a feladó személyazonosságának megállapítása céljából. A levélben 6000 (osztrák–magyar) koronát találtak bankjegyekben (mai értékben kb. 44 000 eurót), valamint egy párizsi és egy genfi lakáscímet. Az osztrák és a német titkosszolgálat mindkét címet jól ismerte. Walter Nicolai porosz hírszerző őrnagy hivatalból értesítette osztrák–magyar kollégáját, Maximilian Ronge őrnagyot, a császári és királyi Hadügyminisztérium Hírszerzőszolgálatánál, az Evidenzbureau-n.
Ronge őrnagy – Edmund von Gayernek, az Államrendőrség főnökének segítségével – azonnal megszervezte a bécsi Fleischmarkton lévő főpostára érkező, postán maradó küldemények állandó figyelését. 1913. május 25-én a gyanúsított személy megérkezett a főpostára, felvette a neki küldött leveleket. A nyomozók követték. Összegyűjtötték a kézzel kitöltött feladóvevényeket és átvételi szelvényeket, amelyeket a gyanúsított menet közben széttépett és eldobott. Ezek alapján minden kétséget kizárva azonosították személyét: Alfred Redl ezredes, aki a bécsi Herrengassén, a Hotel Klomserben lakott.

## Öngyilkossága
Ronge őrnagy jelentése alapján Franz Conrad von Hötzendorf gyalogsági tábornok, császári és királyi vezérkari főnök elrendelte Redl azonnali letartóztatását. Aznap este Redl ezredest szállodai szobájában egy tiszti különítmény kereste fel, Ronge őrnagy vezetésével. Redl, aki maga is hivatásos hírszerző volt, valószínűleg már észlelte, hogy lebukott és nyomozók követik, mert a látogatók öngyilkossági előkészületek közben találták. Szembesítették helyzetével. Rövid kihallgatás következett. Redl ezredes beismerte kollégájának, Ronge őrnagynak, hogy „1910-ben és 1911-ben idegen államok szolgálatában állt, igen jelentős mértékben”. Tagadta azonban, hogy cinkostársai is lettek volna.
A kihallgatás után a tiszti bizottság visszavonult, hogy „a bűnözőnek megadják azt a lehetőséget, hogy életének gyorsan véget vethessen“. Mivel Redlnél nem volt lőfegyver, a tisztek egyike egy Browning revolvert adott neki. Ekkor még nem sejtették az ügy teljes horderejét. Az öngyilkosság révén azt remélték, titokban maradhat a blamázs. A tisztek az éjszaka hátralevő részében felügyelet alatt tartották a szállodát. Reggel a portást utasították, hívja Redlt a telefonhoz, így találtak rá a holttestére. Redl halála lehetetlenné tette, hogy a titkosszolgálat kikérdezze őt az árulás nagyságáról, az ellenségnek átadott titkos információ mennyiségéről. A korra jellemző adalék, hogy I. Ferenc József császár és király is sajnálkozott Redl ezredes halálának módján, mivel egy keresztény lélek gyónás és feloldozás nélkül, lelkén halálos bűn terhével halt meg, ami lelki üdvössége elvesztését, elkárhozást jelentett.

## Eltussolási kísérlet és sajtóbotrány
A császári és királyi titkosszolgálat csak Redl öngyilkossága után kezdte felderíteni az ügy mélységét. A kémkedés tényét elhallgatták a nyilvánosság elől. Amikor az osztrák–magyar kémelhárítás vizsgálata megállapította, hogy Redlnek az egyik bécsi takarékpénztárnál (Neue Wiener Sparkasse) vezetett számlájára, gyors egymásutánban feltűnően magas összegű befizetések mutatkoznak, ezek összege 1905 és 1913 között 116 700 koronára rúgott (mai értékben kb. 852 000 euró!), ekkor már szívesen kihallgatták volna Redl ezredest, hogy megállapítsák az árulás nagyságát. A pénzösszegek nagysága, és a befizetések időpontjai arra utaltak, hogy a kémkedés sokkal korábban kezdődött, és sokkal nagyobb mértékű volt, mint amennyit Redl ezredes Ronge őrnagynak beismert, halála előtt.
Házkutatást tartottak Redl prágai lakásán. Megtalálták a császári és királyi hadsereg hadrendjét („Kriegsordre de Bataille”), a haderő mozgósítási terveinek az összes lehetséges eshetőségre kidolgozott változatait, a tartalékosok mozgósítási rendszerét („Reservathandbuch”), az osztrák–magyar kémelhárítás Galíciában tervezett intézkedéseit, az idegen törzskarok fedőcímeit, hírszerzési levelezési címeket, a felderítő haderőnem dokumentumait, és még sok más dokumentumot. Ennek alapján arra a következtetésre jutottak, hogy Redl árulása a legnagyobb elképzelhető kárt okozta: az Osztrák–Magyar Monarchia Oroszország elleni felvonulási terve teljes egészében az ellenség birtokába jutott. Ez a terv tartalmazta a hadműveletek megkezdéséhez szükséges összes fegyveres erő felsorolását, elhelyezését a terepen, mozgási útvonalaikat és ellátásuk rendjét. E helyzetértékelés helyességét a közelmúltban az orosz hadtörténelmi szakirodalom is megerősítette.
Amikor a nyomozók átkutatták Redl prágai lakását, egy helybeli lakatosmesterrel törették fel az ajtót és a fiókok zárjait. Az illető a hivatalos tilalom ellenére elmondta a látottakat barátjának, Egon Erwin Kisch újságírónak (1885–1948), aki nyomozni kezdett, és feltárta a látszólag szokványos tiszti öngyilkosság eltitkolt hátterét. Mielőtt nyilvánosságra hozta volna eredményeit, úgy játszotta ki a sajtócenzúrát, hogy cáfolatot jelentetett meg az újságban. A botrány kipattant, az ügyet nem lehetett többé eltussolni. Kiderült, hogy a császári és királyi vezérkar egyik főtisztje az oroszoknak és a szerbeknek kémkedett. Az osztrák–magyar titkosszolgálat ezután minden erejével arra törekedett, hogy a nyilvánosság előtt kisebbítse saját kudarcát. A hivatalos közlemények arról szóltak, hogy a kémkedés csak 1912-ben kezdődött, az árulás oka a tiszt „végzetes szenvedélyéből adódó növekvő készpénzigény.” Nyilvánosságra hoztak egy boncolási jelentést, amely szerint Redl agyában előrehaladott szifiliszes elváltozás nyomára bukkantak, amely gondolkodását eltorzította. Mindez csak arra szolgált, hogy a hadvezetés időt nyerjen az elárult felvonulási tervek gyors átdolgozására (amennyire ez lehetséges volt), és az oroszok felé azt sugallják, hogy az elárult tervek még érvényben vannak.

## Az árulás katonai következményei
Egy évvel az áruló Redl öngyilkossága után, 1914. július 28-án kitört az első világháború. A háború első évében az Osztrák–Magyar Monarchia hadereje jelentős veszteségeket szenvedett a szerbiai és az orosz frontokon. A Szerbia ellen eredetileg kidolgozott támadási tervet, annak bonyolultsága miatt, nem lehetett egyszerűen módosítani az alatt a rövid idő alatt, amely Redl leleplezése és a háború kirobbanása között a tervezők rendelkezésre állt.
Ezen túlmenően Redl árulása lebuktatta a Monarchia és a Német Birodalom sok, Oroszországban ténykedő ügynökét, valamint kockázatossá tette az árulásra kész orosz tisztek felajánlkozását, és csökkentette a tőlük remélhető információk hitelességét is. Pedig például Kirill Petrovics Lajkov orosz vezérkari ezredes nem kevesebbet, mint a cári haderő teljes felvonulási tervét kínálta Ausztriának, pénzért. Emiatt a központi hatalmak hírszerzése előtt rejtve maradhatott az Orosz Birodalom hadseregének hatalmas mértékű felfejlesztése, és túl optimistának bizonyult képet alkottak az erőviszonyokról.
Adalbert von Sternberg gróf, az osztrák Birodalmi Tanács (Reichsrat) egyik képviselője az első világháború után így nyilatkozott Redl árulásáról, és a Lajkov-féle ajánlatról:
„Ez a gazember Redl minden (oroszországi) osztrák kémet beköpött és gyanússá tett. Lajkov orosz ezredes esete többször is megismétlődött. Redl kiszolgáltatta titkainkat az oroszoknak, és megakadályozta, hogy kémeink révén mi is megismerjük az oroszok titkait. Emiatt 1914 év folyamán az osztrák–magyar és német titkosszolgálatok előtt rejtve maradt 75 orosz hadosztály létezése is, márpedig ez nagyobb erő volt, mint a vele szembeállított teljes osztrák–magyar erő….”
Redl árulásának következményeit elemezve, von Sternberg odáig ment, hogy kijelentette: „Ha tábornokaink világosan láttak volna, nem ösztökélték volna az udvari méltóságokat a hadüzenetre.”
A másik oldalon ugyanakkor a cári vezérkar nyilvánvalóan megbízott a Redltől megvásárolt osztrák felvonulási tervek változatlan érvényességében, és meglepte őket, amikor 1914-ben a Monarchia főerejének támadó előrenyomulása mégis a terv szerintinél 100–200 km-rel nyugatabbra kezdődött el. Az orosz haderő emiatt fájdalmas csapásokat szenvedett el a krasznyiki és komarovi csatákban.
Jóval Redl halála után megjelentek olyan állítások is, hogy az ezredes a francia és olasz titkosszolgálatoknak is dolgozott volna, de ezek nincsenek sem megerősítve, sem megbízhatóan megcáfolva.

## Szépirodalom, játékfilm
Szépirodalom:
- Egon Erwin Kisch: Szenzáció! Szenzáció! Önéletrajzi elemekkel átszőtt riportfüzet, magyarra Tandori Dezső fordította
- Tarjányi Péter – Dosek Rita: Forradalmár c. történelmi kalandregény

Film:
- Oberst Redl (1925): német némafilm, rendezte Hans Otto. Lásd [9]
- Die Brandstifter Europas: Oberst Redls Erben (1926): osztrák némafilm, rendezte Max Neufeld[10]
- Der Fall des Generalstabs-Oberst Redl (1931): német-csehszlovák játékfilm, rendezte Karl Anton. A film alapja Egon Erwin Kisch 1924-ben megjelent dokumentumregénye.[11]
- Spionage (1955): német játékfilm, rendezte Franz Antel.
- Operabál 13 (1981): magyar tévéfilm. Egon Erwin Kisch műveinek felhasználásával írta és rendezte Esztergályos Károly.[12]
- Redl ezredes (1985): magyar játékfilm, rendezte: Szabó István. Redl ezredest Klaus Maria Brandauer, Ferenc Ferdinándot Armin Mueller-Stahl, Kubinyi Katalint Gudrun Landgrebe német színészek alakították. A főherceg „magyarbarát”-ként való bemutatása, és a 20. század végén divatossá vált összeesküvés-elmélet visszavetítése 1913-ba csupán művészi fikció.[13]

Színdarab:
- John Osborne: A Patriot for Me(wd) (1965): angol színdarab, Redl ezredes életének történetén alapul